# Xian de Nang
Le xian de Nang (chinois : 朗县 ; pinyin : lǎng xiàn) est un district administratif de la région autonome du Tibet en Chine. Il est placé sous la juridiction de la ville-préfecture de Nyingchi.

## Démographie
La population du district était de 14 238 habitants en 1999.